# Medb

Reina Maeve por J. C. Leyendecker (1911).

En el Ciclo del Úlster de la mitología irlandesa, Medb o Meadbe fue una reina de Connacht. Es considerada una mujer de fuerte carácter, astuta, ambiciosa y promiscua, que representa el arquetipo de reina guerrera.
Aunque tuvo varios maridos anteriores que también fueron reyes de Connacht, su marido en las historias centrales del ciclo fue Ailill mac Máta. Gobernó desde Cruachan (ahora Rathcroghan, Condado Roscommon). Fue enemiga (y ex mujer) de Conchobar mac Nessa, rey de Úlster, y es conocida también por iniciar la llamada Táin Bó Cúailnge (razia de ganado de Cooley o «el rapto de las vacas de Cooley») para robar el mejor toro semental del Úlster, el Toro Pardo de Cooley.

## Matrimonios y ascenso al poder
La manera en la que Medb llegó al poder en Connacht y se casó con Ailill es explicada en el relato Cath Bóinde (La batalla del Boyne), también conocido como Ferchuitred Medba. Su padre, Eochaid Feidlech, el rey supremo de Irlanda, la casó con Conchobar mac Nessa, rey de Úlster, puesto que en batalla había matado a su padre, el anterior rey supremo Fachtna Fáthach. Tuvieron un hijo; Glaisne, pero el matrimonio era malo y ella le abandonó. Eochaid dio a Conchobar a otra de sus hijas; Eithne (o Clothru), pero Medb la asesinó mientras estaba embarazada; su hijo Furbaide nació por cesárea póstuma.
Eochaid depuso el entonces rey de Connacht, Tinni mac Conri, e instaló a Medb en su lugar. Aun así, Tinni recuperó una participación del trono cuando él y Medb se convirtieron en amantes. Conchobar violó a Medb después de una asamblea en Tara, y estalló una guerra entre el rey supremo y Úlster. Tinni desafió Conchobar a combate singular y perdió. Eochaid Dála de Fir Domnann, que había sido rival de Tinni, protegió al ejército de Connacht en su retirada, lo que le valió desposar a Medb convirtiéndose así en el nuevo rey de Connacht. Pero Medb reclamó a su nuevo marido que cumpliese con ciertas condiciones: que no tuviera miedo, maldad o celos. Este último criterio era particularmente importante, ya que Medb tenía muchos amantes. Mientras estaba casada con Eochaid Dála, tomó a Ailill mac Máta, jefe de su guardaespaldas, como amante. Eochaid lo descubrió, desafió a Ailill a combate singular, y perdió. Ailill se casó entonces con Medb y se convirtió así en rey de Connacht.

## Los hijos de Medb y Ailill
Medb y Ailill tuvieron una hija, Findabair y siete hijos varones. Aunque estos originalmente tenían distintos nombres, cuando Medb preguntó a un druida cuál de ellos mataría a Conchobar, este le respondió Maine, por lo que Medb les puso a todos el mismo nombre:
- Feidlimid[1] como Maine Athramail («como su padre»)[12]
- Cairpri[1] como Maine Máthramail («como su madre»)[12]
- Eochaid como Maine Andoe[1] («el veloz») o Cich-Maine Andoe o Cichmuine[13]
- Fergus como Maine Taí[1] o Maine Mingar («de menor amor filial»)[12]
- Ceat[1] como Maine Morgor («de gran amor filial»)[12]
- Sin como Maine Milbel («lengua [boca][12] de miel»)
- Dáire[1] como Maine Móepirt («supera toda descripción»)[12]

La profecía fue cumplida cuando Maine Andai mató a Conchobar, hijo de Arthur, hijo de Bruide — no a Conchobar, hijo de Fachtna Fathach, como Medb había entendido al druida.

## La raza de ganado de Cooley
Medb insistía en que ella igualaba en riqueza a su marido. Cuando descubrió que Ailill tenía un toro más que ella, inició la raza del ganado de Cooley para hacerse con el único toro rival, Donn Cúailnge, que pertenecía a un vasallo de Conchobar. Envió mensajeros a Dáire, ofreciendo riqueza, tierra y favores sexuales, a cambio de que le prestara el toro, y Dáire se mostró de acuerdo al principio. Pero cuando un mensajero borracho declaró que, si no hubiera estado de acuerdo, el toro habría sido tomado a la fuerza, Dáire retiró su consentimiento y Medb se preparó para la guerra.
Un ejército fue reclutado incluyendo contingentes de toda Irlanda. Uno era un grupo de exiliados del Úlster dirigidos por un hijo de Conchobar, Cormac Cond Longas y su padre adoptivo Fergus mac Róich, rey anterior de Úlster, y uno de los amantes de Medb. Se dice que hacían falta siete hombres para satisfacerla, o Fergus una vez. La relación de Medb con Fergus se menciona en el poema Conailla Medb míchuru de Luccreth moccu Chiara (c. 600); afirma que Medb sedujo a Fergus para que se volviera contra Úlster «porque prefería las nalgas de una mujer a su pueblo».
Debido a una maldición divina sobre los hombres del Úlster, la invasión sólo contó con la oposición del héroe Cúchulainn, que detuvo el avance del ejército exigiendo combate singular en los vados. Medb y Ailill ofrecieron a su hija Findabair en matrimonio a una serie de héroes como pago por luchar con Cúchulainn, pero todos fueron derrotados. No obstante, Medb se hizo con el toro. Aun así, después de una batalla final contra el ejército de Conchobar, fue forzada a retroceder. Donn Cúailnge fue llevado a Cruachan, donde luchó con el toro de Ailill, Finnbennach, matándole, pero muriendo de sus heridas.
También, durante el Táin Bó Cúailnge Medb, tiene varios encuentros con Cúchulainn en el que mata bien a sus mascotas, bien a sus damas de compañía y el sitio en que fueron asesinados es nombrado por ello, lo que ilustra la importancia del paisaje durante el texto del Táin Bó Cúailnge. Ejemplos de esto se dan cuándo Cúchulainn «lanzó una piedra y mató a un armiño cuando se sentó en el hombro de Medb junto al cuello, al sur del vado. Por ello el nombre Meithe Togmaill, Cuello de Armiño» y cuándo mató a una dama de Medb: «Lanzó una piedra desde las alturas de Cuincu y la mató en el llano que lleva su nombre, Reid Locha, Plano de Locha, en Cualinge». El comportamiento de Medb ilustra la importancia del paisaje cuando atraviesa grandes distancias para mostrar su desprecio hacia el Úlster. «Prefería cruzar la montaña dejando una pista que mostraría para siempre su desprecio hacia el Úlster… para hacer el Paso del Ganado de Cualinge».

## Años posteriores
Celoso por sus relaciones con Medb, Ailill hizo matar a Fergus. En su vejez, después de la muerte de Conchobar, el héroe de Úlster Conall Cernach vino para quedarse con Ailill y Medb, ya que era la única hacienda capaz de mantenerla. Medb encargó a Connall vigilar a Ailill, que se veía con otras mujeres. Encontrado Ailill en flagrante, ordenó a Conall darle muerte, lo cual él hizo feliz en venganza de Fergus. Aun así, el moribundo Ailill envió a sus hombres tras él, y fue asesinado mientras intentaba huir.

## Muerte

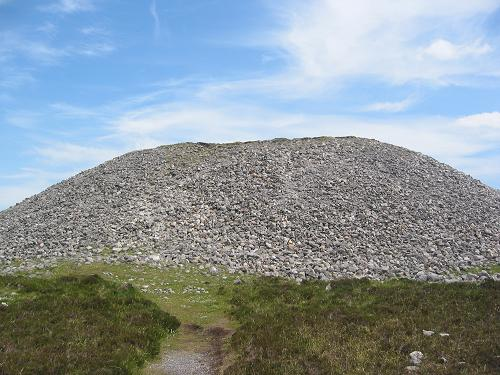
El túmulo de Medb en Knocknarea

En sus últimos años se bañaba todas las mañanas en un estanque en Inchcleraun (Inis Cloithreann), una isla en Lough Ree, cerca de Knockcroghery. Furbaide buscaba vengarse de la muerte de su madre. Tomó una cuerda y midió la distancia entre el estanque y la orilla, y practicó con su honda hasta que pudo acertar en una manzana situada en una estaca de la altura de Medb a esa distancia. La siguiente vez que vio a Medb bañándose, Furbaide estaba comiendo un trozo de queso y en lugar de perder tiempo buscando una piedra, lanzó el queso que golpeó a Medb en la cabeza y la mató. Fue sucedida en el trono de Connacht por su hijo Maine Athramail.
Según la leyenda, Medb está enterrada en el túmulo de Knocknarea (Cnoc na Ré en irlandés) en Sligo, supuestamente de pie para así poder mirar a sus enemigos en Úlster. Otro posible lugar de entierro es su casa en Rathcroghan, Condado Roscommon, debajo de una gran losa llamada Misoyisgaun Medb.

## Interpretaciones
Algunos historiadores sugieren que fue probablemente una «diosa de soberanía», con la que el rey debía casarse ritualmente como parte de su inauguración. Medb Lethderg, que desempeñaba una función similar en Tara es probablemente idéntica o sirvió de inspiración para esta Medb. Se dice que su nombre significa 'aquella que intoxica', y es cognado de la palabra inglesa 'hidromiel'; probablemente puede que la ceremonia de matrimonio sagrada entre el rey y la diosa implicara una bebida compartida. La conversación de alcoba de Medb con su consorte sugiere matrilinealidad, ya que muestra que Ailill tomó su nombre de su madre Máta Muirisc. Recientemente, poetas irlandeses e irlandeses-americanos han explorado a Medb como una imagen del poder de la mujer, incluyendo la sexualidad, como en "Labhrann Medb" ("Medb habla") del poeta en lengua irlandesa Nuala Ní Dhomhnaill e "Intoxicación" de la irlandesa-americana Patricia Monaghan.
El nombre "Connacht" es un anacronismo aparente: las historias del Ciclo del Úlster se desarrollan tradicionalmente en la época de Cristo, pero los connachta, por los que la provincia recibe su nombre, se dicen descendientes de Conn Cétchathach, quien se cree que vivió varios siglos más tarde. Historias posteriores utilizan el nombre Cóiced Ol nEchmacht como un nombre más antiguo para la provincia de Connacht. Sin embargo, la cronología de tradición histórica irlandesa temprana es un intento artificial de los monjes cristianos para sincronizar tradiciones nativas con la historia clásica y bíblica, y es posible que el ciclo haya sido cronológicamente desplazado.
Por otra parte, son precisamente los monjes los que transforman a Medb de diosa de soberanía a una «mujer promiscua con sed de poder».